# Tecla d'Iconi
Tecla d'Iconi (Iconi?, actual Konya, Turquia, segle i - Selèucia?, actual Silifke, Turquia, segle i) va ser una seguidora i deixebla de Pau de Tars al segle i. No és esmentada, però, al Nou Testament; el registre més antic se'n dona en un dels apòcrifs: els Fets de Pau i Tecla (o Actes de Pau i Tecla), probablement escrit a la primeria del segle ii. És venerada com a santa per certes confessions cristianes.

## Biografia
Segons els Actes de Pau i Tecla, Tecla (Taqla) va ser una jove noble verge que va escoltar Pau quan feia el seu «discurs sobre la virginitat» i se'n feu seguidora. La mare de Tecla i el seu promès, Tamiris, en assabentar-se que volia ser casta i canviar de vida, van voler escarmentar-la, a ella i Pau. Va ser miraculosament salvada per una tempesta, quan estava a punt de ser cremada en una foguera i va marxar amb Pau a Pisídia.
Allí, un noble anomenat Alexandre va desitjar-la i intentà prendre-la per força. Tecla va defensar-se i va ser presa i jutjada per haver atacat un noble. Va ser sentenciada a ser menjada per bèsties salvatges, però aquestes no van voler fer-li mal i, ans al contrari, la van protegir dels seus botxins. La llegenda ja no en diu res més.

## Veneració
En l'Església Ortodoxa, els Fets de Pau i Tecla van circular molt, la qual cosa demostra la veneració envers ella. Hi era anomenada apòstol i protomàrtir entre les dones i, fins i tot, igual als apòstols. Va ser tinguda com a model ascètic per a les dones. El culte va ser especialment important a Selèucia (on es deia que havia estat soterrada), Iconi (actual Konya) i Nicomèdia. Al segle iv també se'n troba el culte a l'Europa occidental. Al martirologi de Beda, Santa Tecla se celebrava el 23 de setembre, que encara és el dia de la seva festivitat en l'Església catòlica romana. Els ortodoxos la festegen el 24 de setembre.
És possible que l'episodi s'hagi originat a partir de la llegenda d'alguna santa local, que es relacionaria amb la de Pau. Va ser la santa més popular als primers temps del cristianisme.

### Tomba de Tecla, Maalula
A Maalula (Síria), hi ha un monestir femení ortodox de Santa Tecla, Deir Mar Taqla, prop del que es considera el lloc del seu enterrament, al qual s'hi arriba per unes escales tallades a la falda de la muntanya. La llegenda diu que la muntanya s'obrí miraculosament per protegir la santa dels seus perseguidors.

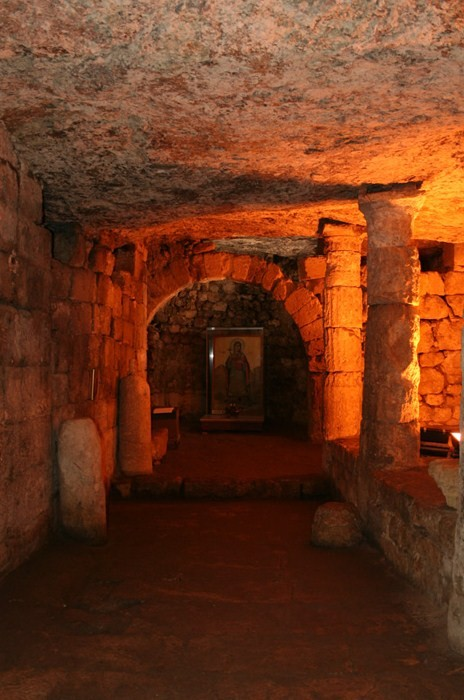
Ayatekla, martyrium de la santa a Silifke (Turquia)
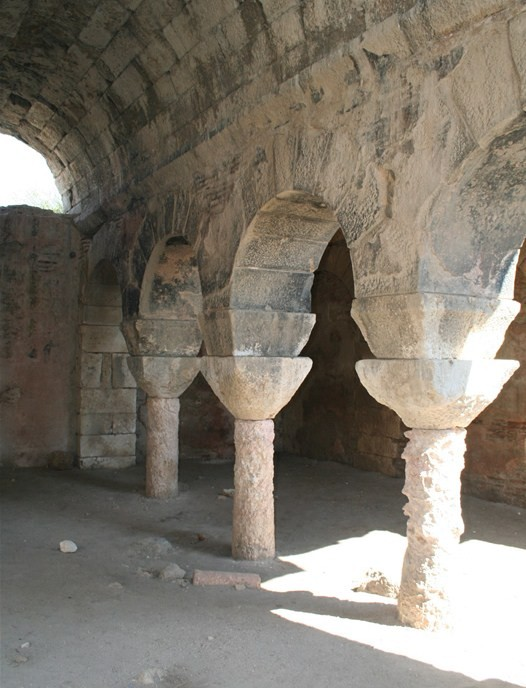
Església del martyrium de Silifke
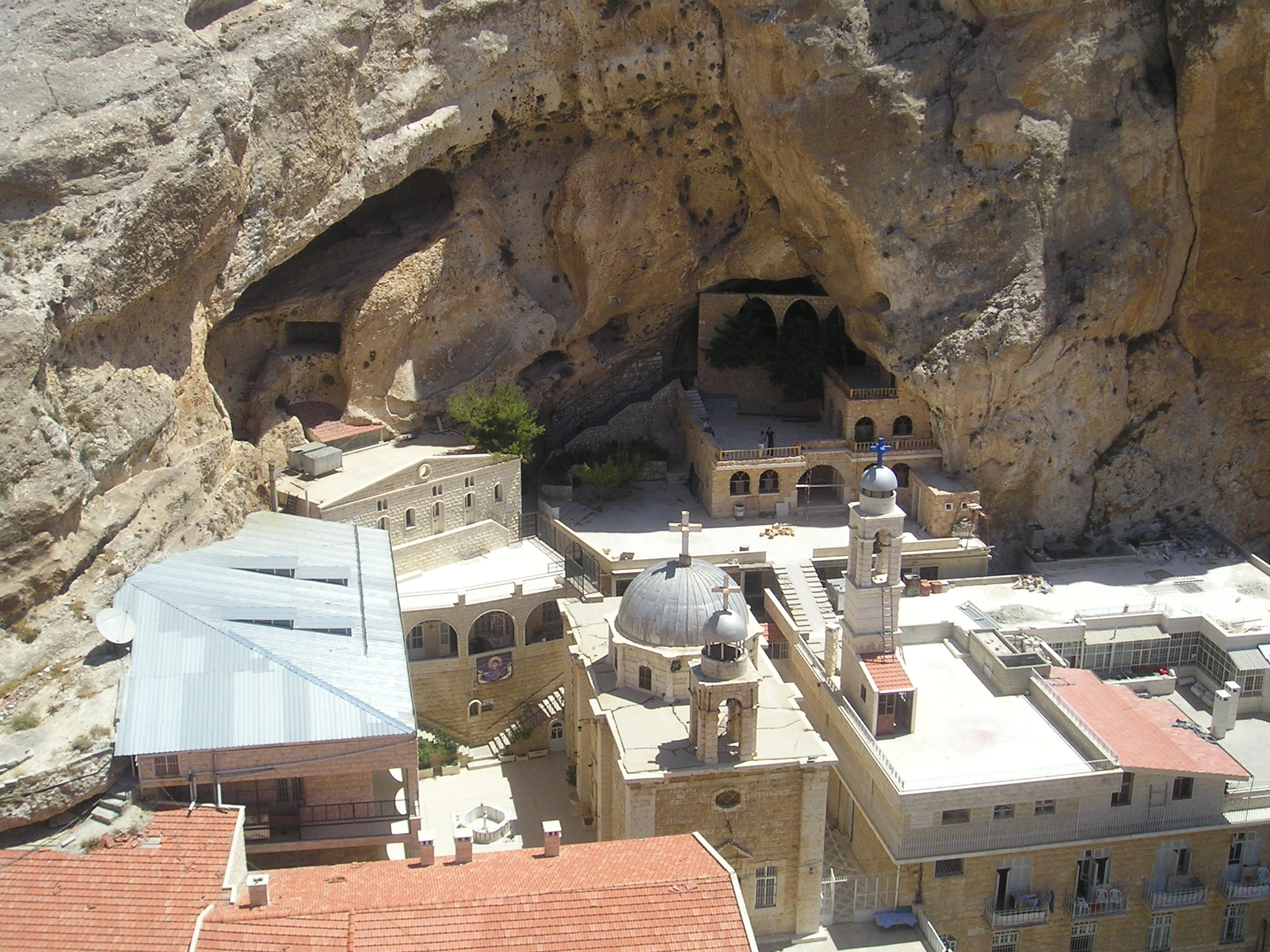
Monestir de Mar Taqla, a Maalula
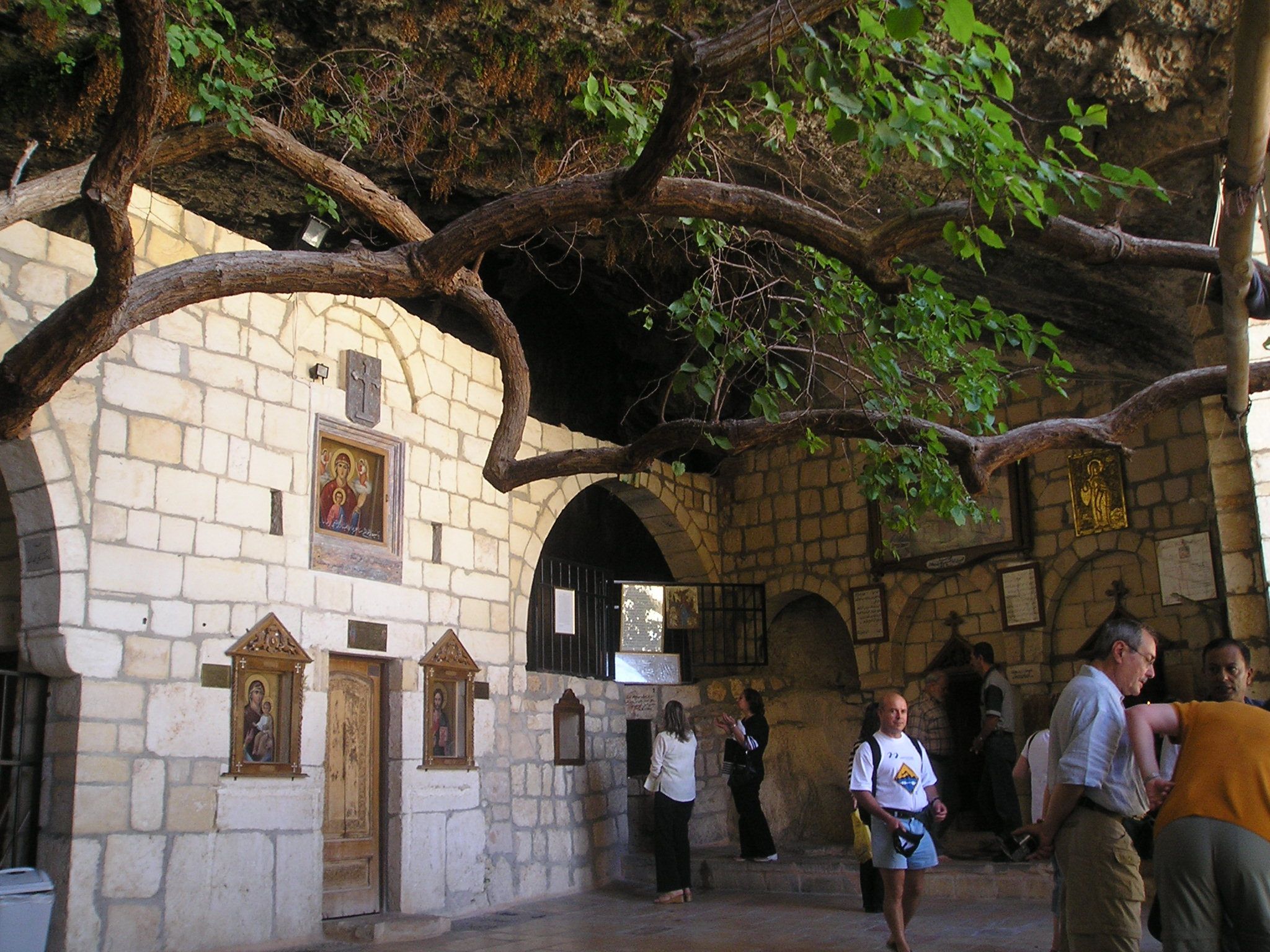
Santuari amb la tomba de la santa, a Mar Taqla

### Relíquies a Catalunya
Part de les relíquies de santa Tecla, el braç menys els ossos d'un dels dits, va ser donada als ambaixadors del rei Jaume el Just per part del rei Oshin d'Armènia. Les relíquies van arribar a Barcelona l'any 1320 i van ser dipositades al monestir de Sant Cugat; tres anys després (el 1323) van ser traslladades a Tarragona. Durant l'assalt per les tropes franceses el 1811 a Tarragona, va desaparèixer-ne el braç. El monestir de Sant Cugat donà el 1814 l'altre braç de la santa a la catedral de Tarragona per a la seva custòdia. Durant la rehabilitació d'una casa a la part antiga de la ciutat a la fi del segle xix es va trobar una arqueta amb ossos d'un braç humà, que després d'uns estudis se certifiquen com la relíquia de santa Tecla perduda durant la Guerra del francès. Des d'aleshores la catedral de Tarragona té els dos braços de santa Tecla.

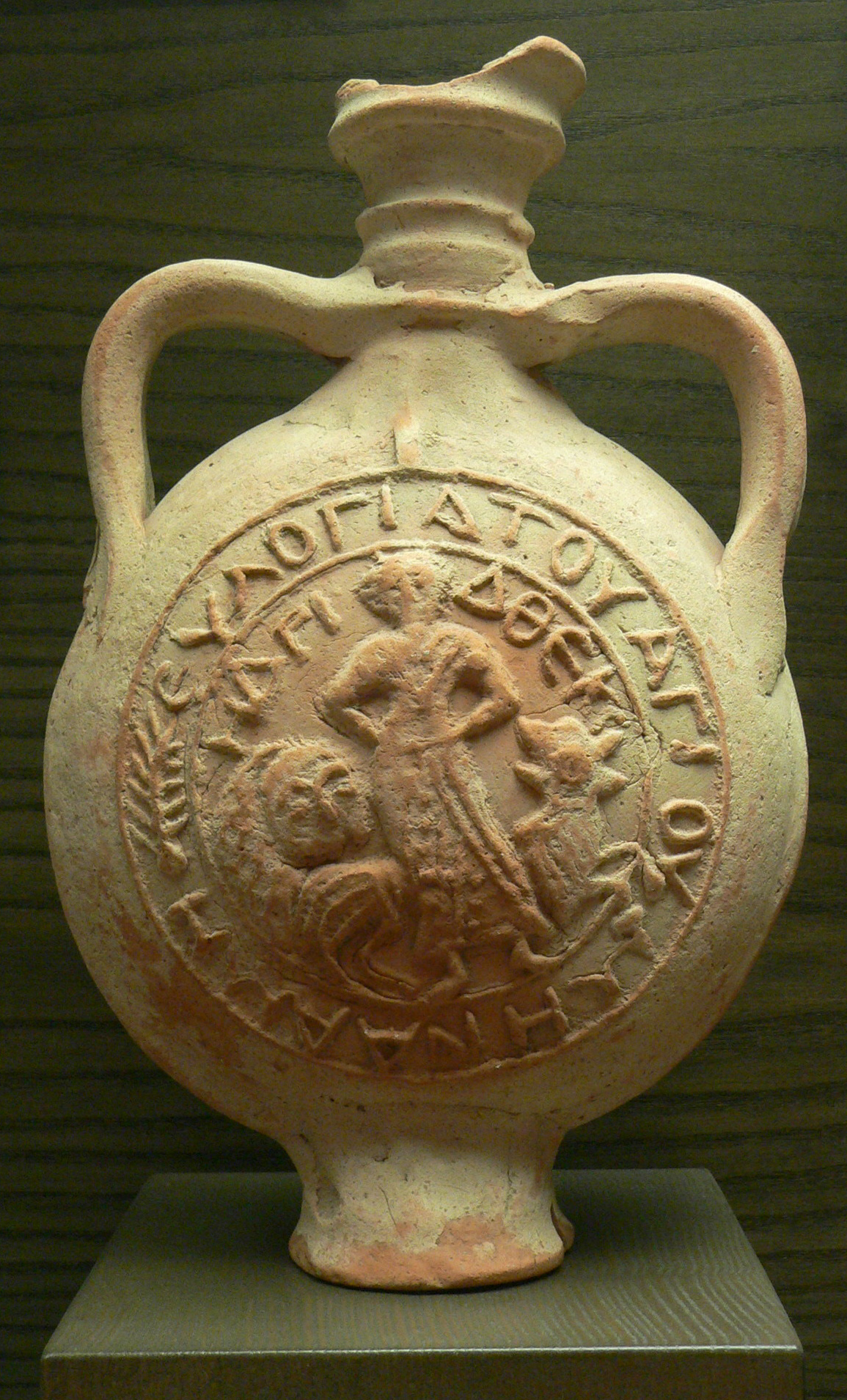
Vas de terracota amb la santa, s. VI (París, Louvre)
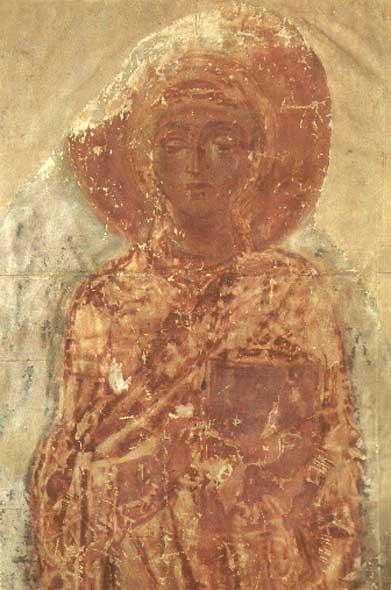
Fresc a la catedral del Salvador de Chernihiv, s. XI
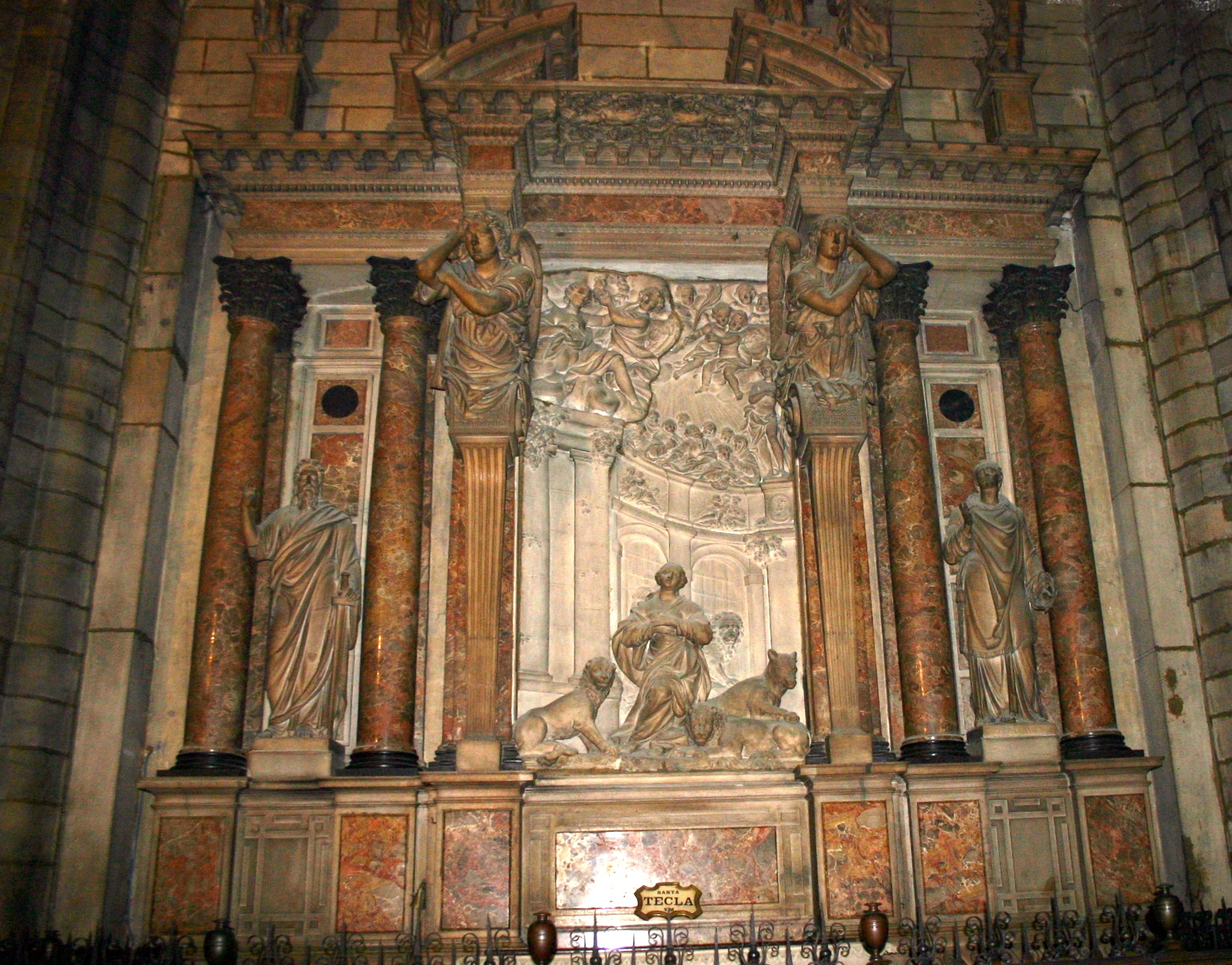
"Tecla entre les bèsties", per Carlo Beretta, 1754 (Milà, catedral)
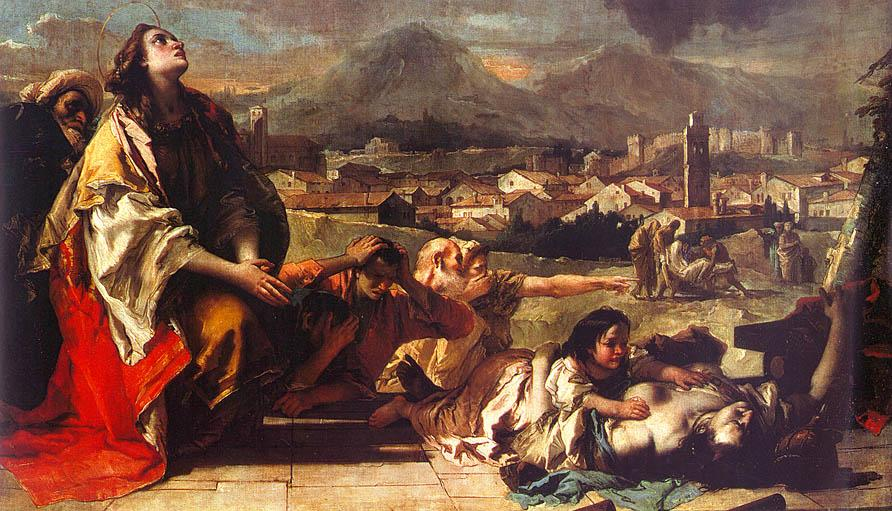
"La santa allibera Este de la pesta", per Giambattista Tiepolo, 1759 (Este, catedral)

## Patronatge
Santa Tecla és la santa patrona de Tarragona: és el dia de la festa major de la ciutat, les Festes de Santa Tecla i santa patrona de Sitges, que celebra la festa Major Petita. També ho és del poble mallorquí de Biniamar.
Irònicament, es diu que Santa Tecla és la patrona d'internet i la informàtica, pel joc de paraules entre el nom i les tecles de l'ordinador.

## Iconografia
Se la representa com una noia jove, vestida de forma elegant i sovint coronada, per donar a entendre'n l'origen noble. Els atributs que la distingeixen són, a més dels propis dels màrtirs cristians (com la palma), el braç reliquier i una lletra Tau, que fa referència directa a la seva vinculació amb Tarragona. Molt sovint es troba representada al costat de sant Pau.
Obresː
- Frontal d'altar de la catedral de Tarragona. S. XIII
- Portes del reliquiari de Santa Tecla. S. XIV (Museu Diocesà de Tarragona)
- Pintures murals de la capella dels sastres de la catedral de Tarragona. S. XIV
- Retaule major de la catedral de Tarragona, obra de Pere Joan. S. XV
- Retaule de sant Sebastià i santa Tecla. Catedral de Barcelona. S. XV
- Taula de sant Bartomeu i santa Tecla (1499), obra de Nicolau de Credença a l'església parroquial de Sant Bartomeu i Santa Tecla de Sitges
- Santa Tecla, pintura sobre tela de Pasqual Bailon Savall, c. 1680-90 (Museu Diocesà de Barcelona)
- Bandera del gremi de Bastaixos, macips de ribera i carreters de mar de Barcelona. Segle XVIII (MUHBA)
- Retaule de santa Tecla, obra de Carlo Beretta, a la catedral de Milà. 1754
- Relleus de la capella de santa Tecla de la catedral de Tarragona, obra de Carles Salas. S. XVIII
- Retaule de la capella de santa Tecla de la catedral de Burgos. s. XVIII

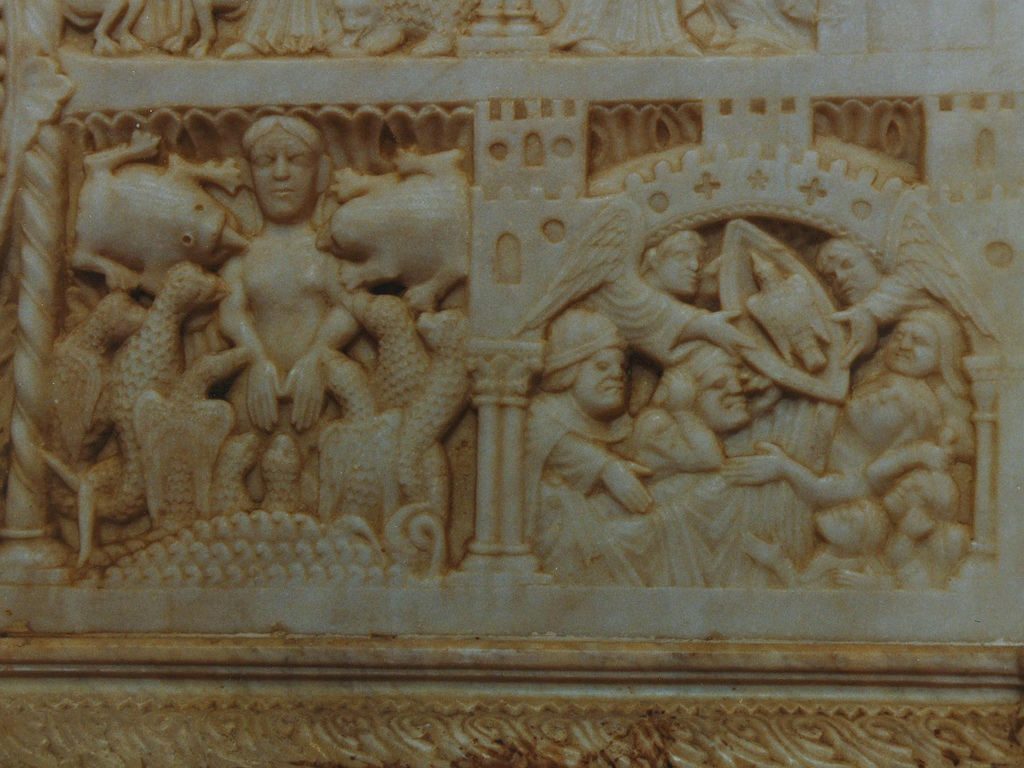
Martiri i mort de la santa, al frontal romànic de l'altar de la catedral de Tarragona, s. XIII
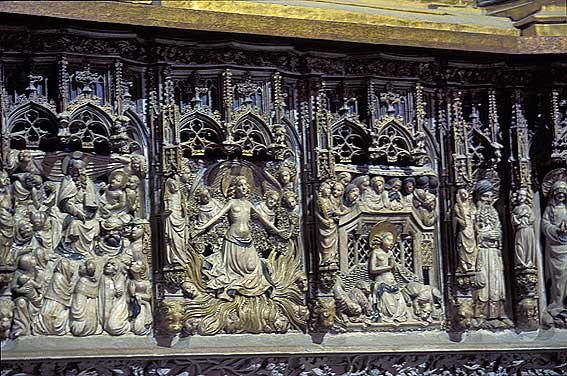
Retaule de Pere Joan a la catedral de Tarragona, amb la vida de la santa, s. XV
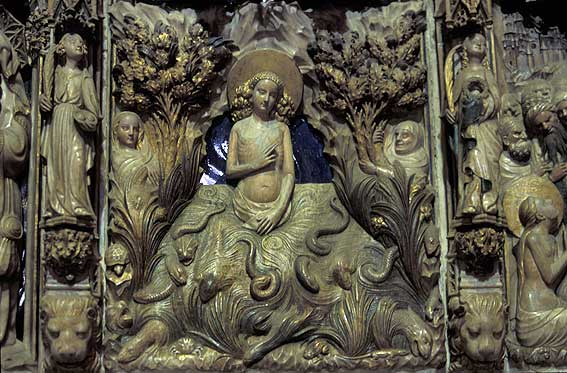
La santa entre les bèsties, al retaule de la catedral de Tarragona
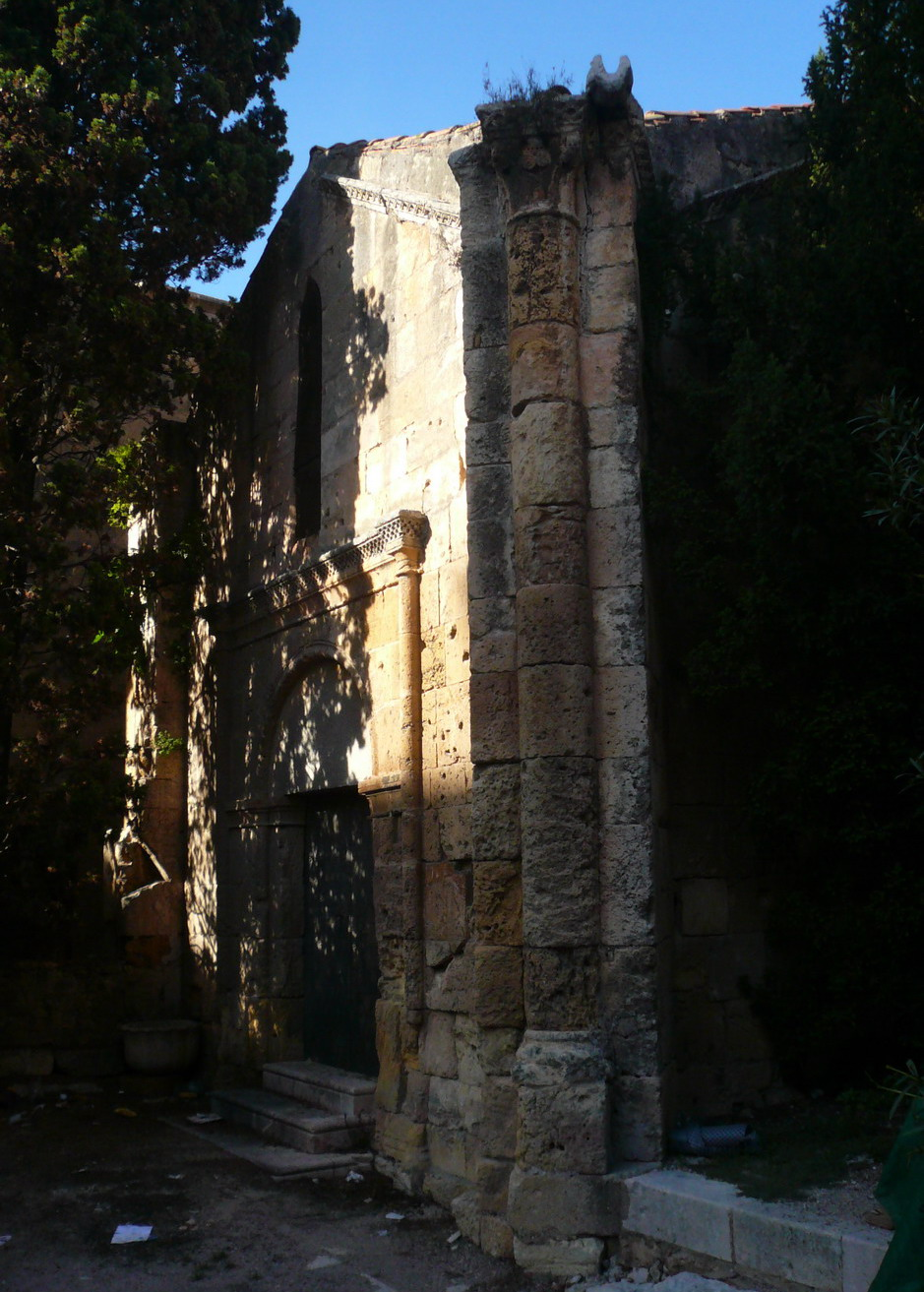
Capella de Santa Tecla la Vella, a Tarragona